# 데이비드 델 트레디시
데이비드 델 트레디시(David Del Tredici, 본명: 데이비드 월터 델 트레디시, David Walter Del Tredici, 1937년 3월 16일 ~ 2023년 11월 18일)는 미국의 작곡가이다. 퓰리처상 음악 부문을 수상했으며 구겐하임과 우드로 윌슨의 동료였다. 델 트레디치는 신낭만주의 운동의 선구자로 여겨진다. 그는 또한 로스앤젤레스 타임스에서 "우리의 가장 화려한 외부 작곡가 중 한 명"으로 묘사되었다.